# 2004 في أستراليا
فيما يلي قوائم الأحداث التي وقعت خلال عام 2004 في أستراليا.

## سياسة

### تعيين في المنصب
- 9 أكتوبر – مالكولم تورنبول عضو مجلس النواب الأسترالي.

### انتهاء فترة المنصب
- 31 أغسطس – برايان كينيدي Director of the National Gallery of Australia ‏.

## رياضة
- 7 مارس – جائزة أستراليا الكبرى 2004 الفائز مايكل شوماخر.

## ظهور
- 1 يناير – بيلاكور بيلاكور هي فرقة موسيقى ميتال أسترالية.

## أفلام
من الأفلام التي صدرت هذه السنة في أستراليا:
- 1 يناير – الخليع من إخراج Laurence Dunmore [الإنجليزية]‏.
- 1 يناير – في الجرح من إخراج جين كامبيون.
- 16 مارس – صائد الأحياء من إخراج د. ج. كاروسو.
- 19 يوليو – المرأة القطة من إخراج Pitof [الإنجليزية]‏.

## برامج ومسلسلات وأنمي
- مدمرو الخرافات

## موسيقى

### أغاني
من الأغاني التي صدرت هذه السنة في أستراليا:
- 1 مارس – ريد بلودد وومان من غناء كايلي مينوغ.
- 28 يونيو – شوكولاتة من غناء كايلي مينوغ.
- 6 ديسمبر – آي بيليف إن يو من غناء كايلي مينوغ.

## وفيات

### فبراير
- 13 فبراير – شيرلي ستريكلاند (مواليد 1925)

### أغسطس
- 15 أغسطس – كيرك مكارثي (مواليد 1966) متسابق دراجات نارية أسترالي.

### أكتوبر
- 11 أكتوبر – كيث ميلر (مواليد 1919)

### نوفمبر
- 30 نوفمبر – روبرت هاو (مواليد 1925) لاعب كرة مضرب أسترالي.